# Timbaletas

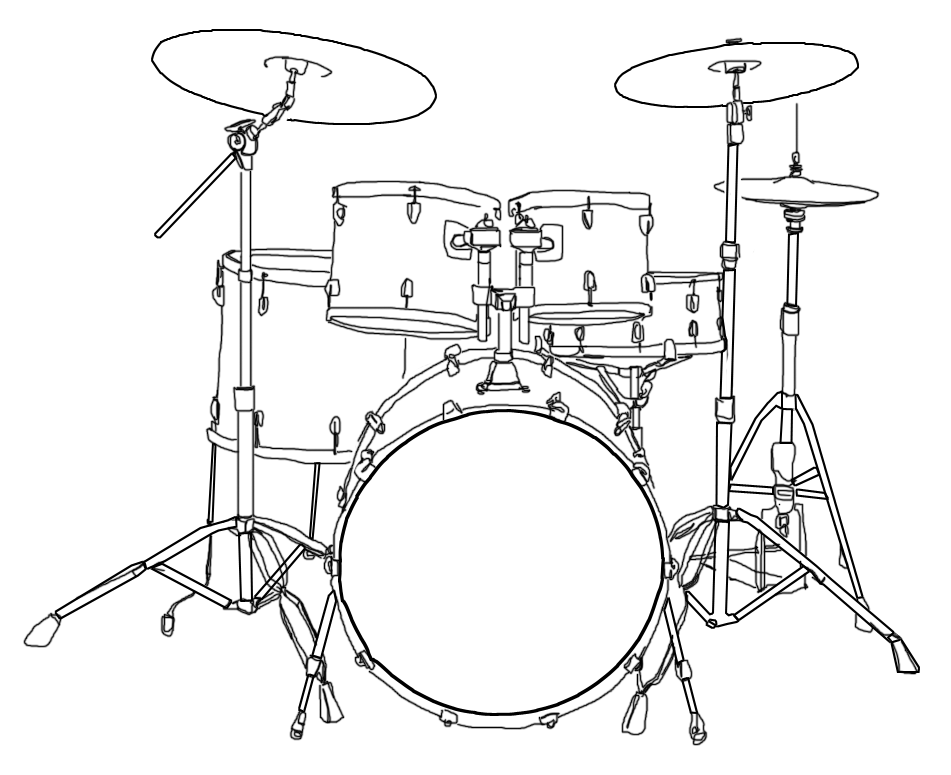
Batería

Las timbaletas son un instrumento de percusión. Consiste en dos pequeños tambores unidos, normalmente, montados sobre un atril metálico. Estos tambores son de metal con cabezas afinables de piel (membranófono). La membrana no sobresale por el aro que la sujeta. La piel sobrante queda en el interior. 

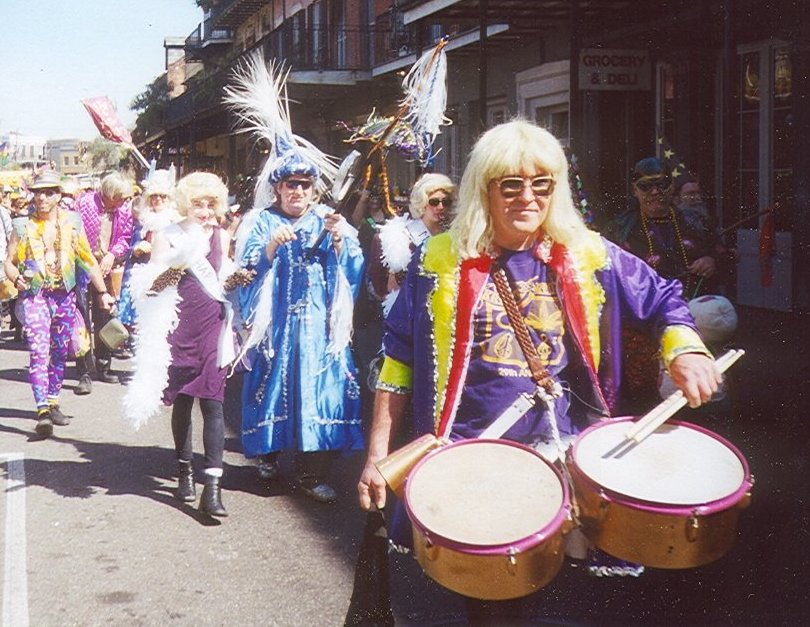
Timbaletas

Como en los bongós, ambos tambores tienen la misma altura, pero distinto diámetro. El más pequeño del par se llama "el macho", o el tambor menor, mientras el más grande se llama el tambor "femenino" o principal. Tradicionalmente, el tambor de tono más bajo es el de la izquierda, pero el ejecuntante puede ubicarlos según su criterio.
Aunque su forma es similar a la del bongó (cuya caja es de madera), su sonido está más cercano al timbal, por ser las cajas de las timbaletas metálicas. De ahí, su nombre.
Las timbaletas siempre se tocan con baquetas.
Las timbaletas son uno de los instrumentos que forman parte de las baterías.